# Ursula Donath
Ursula Donath   (Saldus, 30 de juliol de 1931), nascuda Jurewitz i posteriorment Brehme, és una atleta alemanya ja retirada, especialista en curses de mig fons, que va competir durant les dècades de 1950 i 1960.
El 1960 va prendre part en els Jocs Olímpics de Roma, on va guanyar la medalla de bronze en la prova dels 800 metres del programa d'atletisme.
En el seu palmarès també destaquen setze campionats nacionals entre 1951 i 1961. El 1953 fou la primera atleta de la RDA es establir un rècord mundial reconegut per la IAAF. Entre 1953 i 1955 va establir tres rècords europeus en els 400 metres.
El 1953 es va casar amb Rolf Donath, metge que va liderar la medicina esportiva a l'antiga RDA i que fou fonamental en el desenvolupament del sistema de dopatge de l'estat alemany.

## Millors marques
- 400 metres. 54.4" (1955)
- 800 metres. 2'05.73" (1960)[1][3]